# Riaño (Solórzano)
Riaño es una localidad del municipio de Solórzano (Cantabria, España). En el año 2022 albergaba una población de 153 habitantes (INE). La localidad se encuentra a 178 metros de altitud sobre el nivel del mar, y a 5 kilómetros de la capital municipal, Solórzano.
Sus principales actividades han sido tradicionalmente la agricultura (alubia, patata y maíz) y la ganadería.
Se trata de un pueblo en el que la población se encuentra muy dispersa. Localizándose los principales grupos de población en barrios como "La Lastra", donde se realizan las fiestas del pueblo o "La Vía", donde se sitúa la iglesia de Nuestra Señora.
Cuenta con buena iglesia parroquial construida a partir del siglo XVI, aunque muy reformada posteriormente. Tiene una interesante cabecera avenerada y un retablo prechurrigueresco de 1680.
A esta población se accede desde Entrambasaguas por la carretera CA-652 o bien desde Solórzano por la carretera CA-266 y, posteriormente, por la mencionada CA-652. La línea de autobús Solares - Riaño dispone de una parada en la localidad.